# Cenopalpus ramus
Cenopalpus ramus är en spindeldjursart som beskrevs av David C.M. Manson 1963. Cenopalpus ramus ingår i släktet Cenopalpus och familjen Tenuipalpidae. Inga underarter finns listade i Catalogue of Life.